# Новая Селиба
Не следует путать с деревней Новая-Селиба в Тёмкинском районе Смоленской области России
Новая Сели́ба (бел. Новая Сяліба) — посёлок в составе Черноборского сельсовета Быховского района Могилёвской области Белоруссии.

## Население
- 2010 год — 2 человека